# Renault 15
Der Renault 15 – kurz R15 – war ein dreitüriges Kombicoupé, das von Renault im Juli 1971 auf den Markt gebracht wurde. Das Frontantriebsfahrzeug auf Basis des Renault 12 war Nachfolger der Renault Caravelle.
Gleichzeitig mit dem R15 kam das aufwendiger gestaltete Parallelmodell Renault 17 auf den Markt, das sich durch einen anderen Motor, Doppelscheinwerfer und eine zurückversetzte B-Säule mit dahinterliegendem, lamellenverkleideten Fenster unterschied. Auch war nur der R17 auf Wunsch mit einem großen, elektrischen Faltdach erhältlich.
Produktionsstandort des R15 war das Werk in Palencia unter der Leitung der Renault España. Das Modell ist des Weiteren auch bei der ENSAM Ingénerie in Maubeuge montiert worden, darunter auch die Einheiten für den deutschen Markt.

## Geschichte

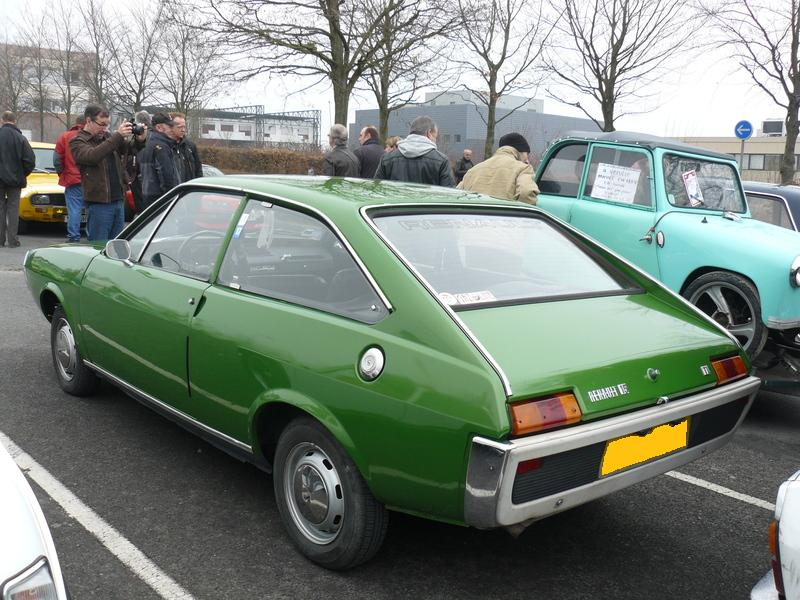
Heckansicht

Der Renault 15 TL hatte wie der R12 einen 4-Zylinder-Reihenmotor mit 1289 cm³ Hubraum und 40 kW (54 PS) Leistung, der das Fahrzeug bis auf 150 km/h beschleunigte. Rahmenbodengruppe und Fahrwerk wurden fast unverändert vom Renault 12 übernommen. Die Vorderräder waren einzeln an doppelten Querlenkern mit Schraubenfedern aufgehängt und mit hydraulischen Teleskopstoßdämpfern und Stabilisator versehen. Die starre Hinterachse aus Stahlblech war an zwei gezogenen Längslenkern und einem zentralen Dreieckslenker aufgehängt. Vorne gab es Scheibenbremsen und hinten Trommelbremsen.
Das Top-Modell Renault 15 TS hatte einen Motor mit 1565 cm³ Hubraum. Er leistete 66 kW (90 PS) und der Wagen erreichte damit 170 km/h. Der Motor stammte wie die Triebwerke aller Ausführungen des Modells aus dem R16. Statt des serienmäßigen Vierganggetriebes mit manueller Mittelschaltung war eine dreistufige Automatik erhältlich.

### Modellpflege
Im März 1976 wurden die Front- und die Heckpartie bei allen Modellversionen überarbeitet (mit breiteren Scheinwerfern). Zusätzlich dazu erhielt der GTL eine verbesserte Ausstattung (unter anderem mit Einzelsitzen vorne).
Renault stellte im August 1979 die Modellreihe ein und präsentierte im Februar 1980 den Fuego als Nachfolgemodell.

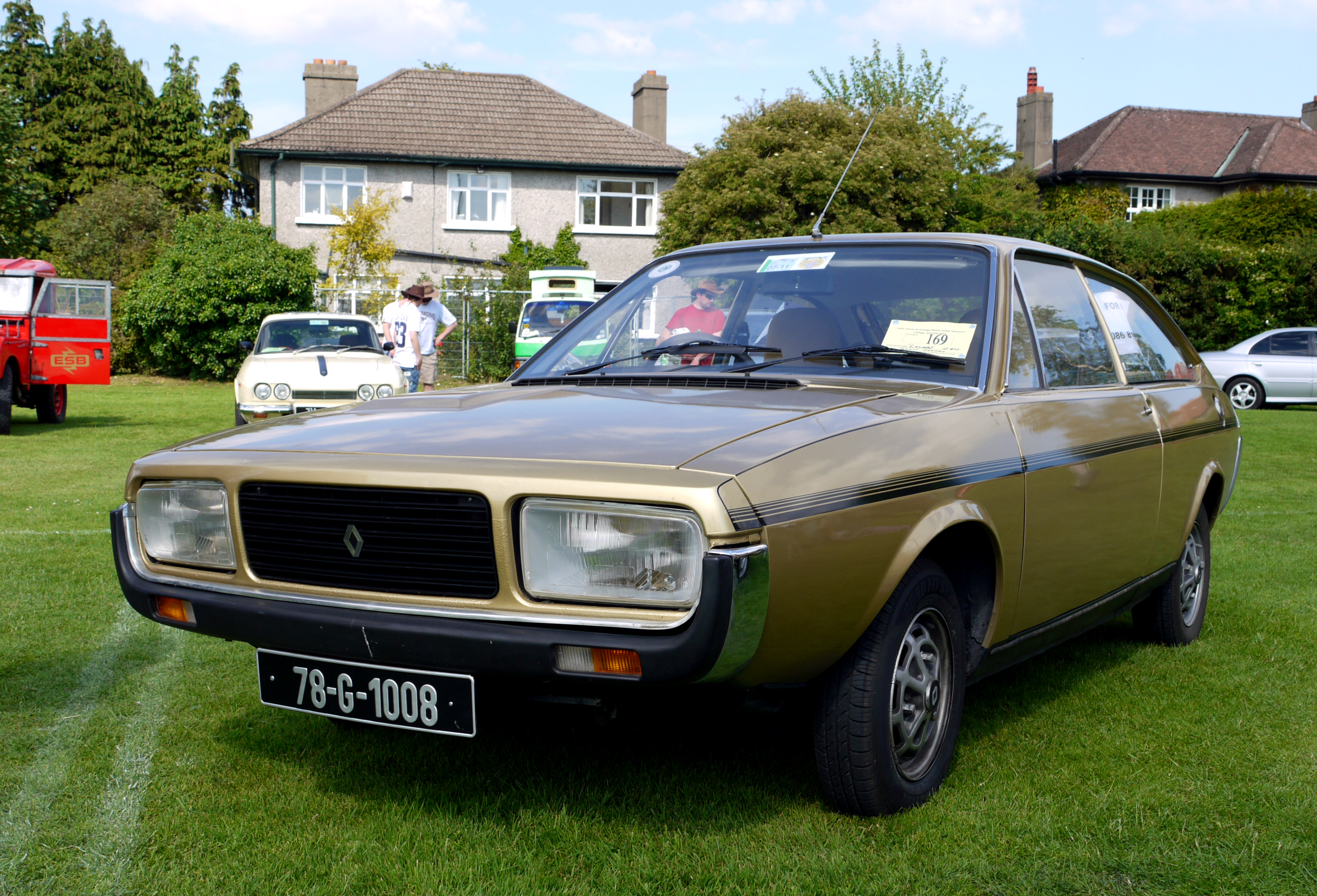
Renault 15 (1976–1979)
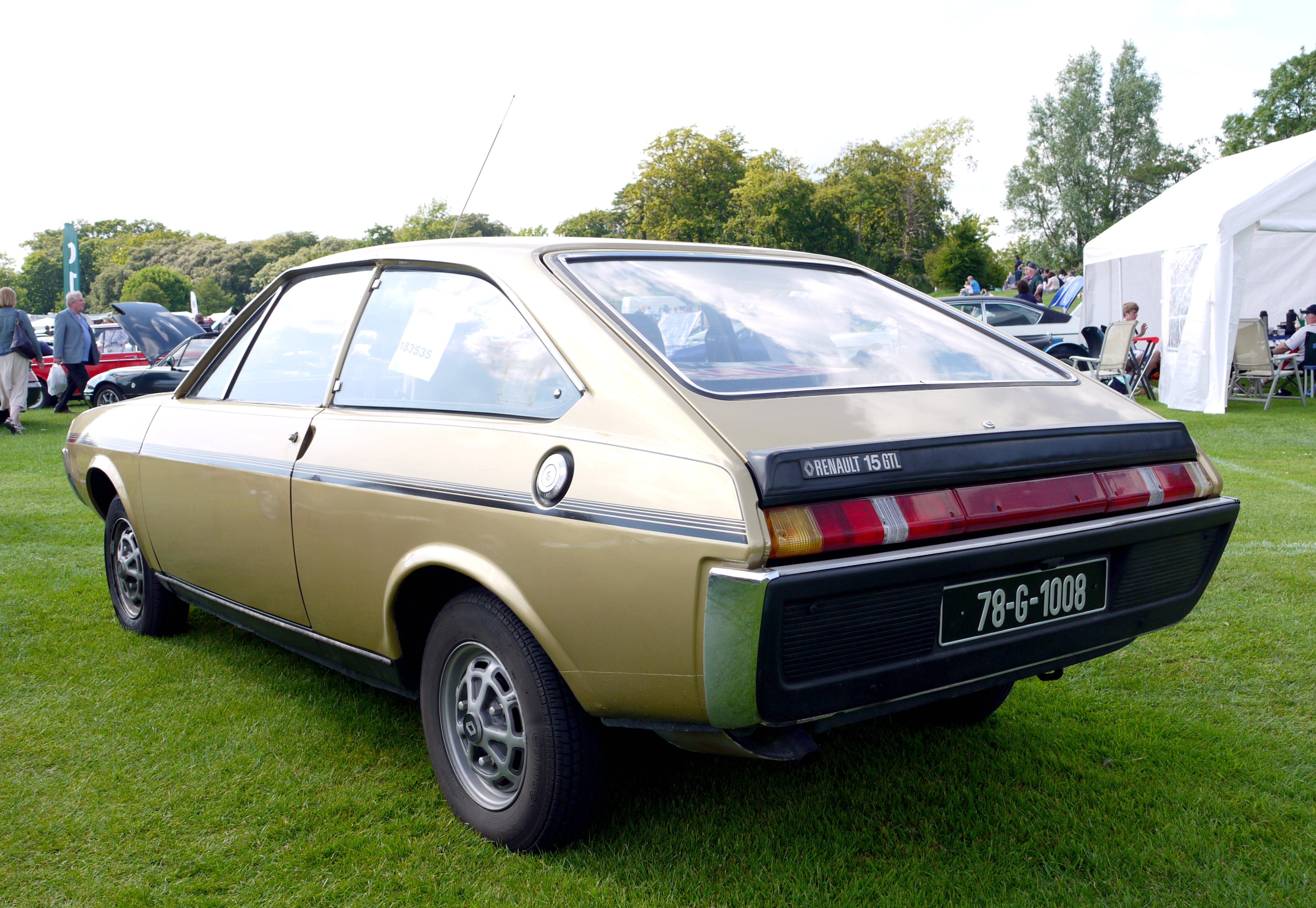